# Nepal (banda)
Nepal es una banda argentina de thrash metal formada en Buenos Aires, activa entre 1984 y 2001, período durante el cual editaron tres álbumes de estudio. En sus canciones, contenían temáticas de denuncia social, crítica a la religión, antirracismo, ecologismo, justicia social, anticapitalismo y lucha por los derechos humanos.

## Historia

### Comienzos

Logo del grupo.

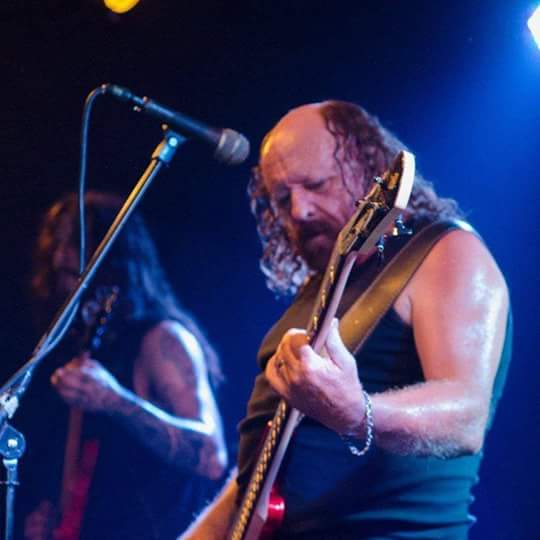
Larry Zavala, vocalista de la banda entre 1987 y 2001.

Nepal nace a mediados del año 1984, formada por Willie Urroz en voz, Alberto Vazquez en bajo, Javier Bagala en guitarra, Jorge "Tanque" Iglesias (posterior baterista de La Renga) en batería y Raúl Jesaim, este último un guitarrista zurdo.
En el año 1986, participan en el festival "Metal Under", realizado en Cotorra's Pub, donde abrieron el segundo día; la revista "Metal" les destinó diversos elogios.
Ese mismo año graban su segundo demo, el casete contenía tres canciones: «Aquellos bastardos», «El ojo del Infierno» y «Ciudadano de las tinieblas».
En 1987, Willie Urroz y Raúl Jesaim, se van de Nepal para formar Shoggoth, banda que no alcanzaría popularidad alguna y se terminaría disolviendo al pasarse Urroz a la banda Dr. Jekyll. 
Ingresa entonces como vocalista Ismael Porcel, quien fuera el cantante original del grupo de heavy metal, Retrosatan.
Porcel no se quedaría demasiado tiempo, ya que poco después sería reemplazado por Claudio "Larry" Zavala, vocalista con el cual habían tenido relación anterior, pero que no entró a la formación de Nepal, debido a que su voz no era lo que buscaban.
En 1988, lanzan un split en casete con la banda Dr. Jekyll; el mismo contenía cuatro temas de cada banda por lado. 
Los temas pertenecientes a Nepal eran: «Te destruiré», «Ciudadano de las tinieblas», «El ojo del Infierno» y «Aquellos bastardos». 
Gracias a este split, Nepal comenzó a tener mayor publicidad, y al año siguiente grabaron el demo "Nepal II". En 1989 viajan al sur de la Argentina donde, junto a bandas como Escabios y Hammer, telonean a Hermética en Neuquén.
En abril de 1991, se plantea otro desafío al ingresar a los estudios Sonovisión de Buenos Aires, con la ayuda de quien la banda considera su quinto miembro, Alejandro "Tato" Devetak, para producir el tema nuevo «Represor» e incluirlo en el compilado de bandas underground Thrash Vol. 1, editado por el sello Radio Trípoli Discos que aparece en septiembre de 1991.
Los conciertos realizados en Cemento, respaldan al grupo y el contacto con la gente se acrecienta aún más. La banda también prepara la cuarta y última tirada del casete Nepal II, incluyendo una toma en vivo en el lado B - «Te destruiré»- con la esta alineación. Con esta edición, la producción independiente completa su ciclo de 1000 unidades, desde su lanzamiento (agosto de 1989). 
Nepal cuenta con la incorporación estable de Darío Galván (batería), a partir de febrero de 1992, comenzando a componer nuevo material registrado en una cinta para difusión con cuatro temas enviada a todo el país: Capítulo '92, de la cual se hicieron trescientas copias.

### Raza de traidores (1993)
Tras las producciones en formato casete la banda edita su autoproducido álbum debut "Raza de traidores" en noviembre de 1993, bajo el sello Metal Command Records. 
Grabado y mezclado entre los meses de mayo y agosto en el estudio TMA La Escuelita de Buenos Aires, en 24 canales, el trabajo marca el primer paso firme de una ascendente carrera. Allí logran plasmar el sonido poderoso de sus primeras etapas a través de sus ocho temas. 
La gira de presentación por Bs. As. y el interior (Córdoba, Mar del Plata, Entre Ríos, La Plata y Bahía Blanca) tiene su punto culminante al participar como acto apertura de los alemanes Kreator en el local Stadium, el 8 de abril de 1994, durante la gira de Renewal, que reporta excelentes críticas.
El sello uruguayo Heavy Weigh Records, lanza una cinta compilado de bandas sudamericanas incluyendo «Represor», corte de difusión del CD y primer videoclip compaginado con imágenes en vivo. 
También se consigue realizar la primera presentación fuera de las fronteras de Argentina, en el Mountain Rock Festival, en la ciudad de Timbó, Santa Catarina (Brasil), los días 21 y 22 de abril de 1995, junto a la banda anfitriona Syndrome y varias agrupaciones de la escena brasileña.

### Ideología (1995)
Nepal comienza una nueva etapa con la preproducción del demo "Avance '95", con tres temas, y la posterior grabación de Ideología, registrado en el estudio El Zoológico de Bs. As.
El álbum sale a la venta en octubre de 1995 nuevamente a través de Metal Command, con el auspicio de Monsters of Rock, en una edición limitada de solo mil unidades que venía presentada en una caja negra e incluía una bandera con el logotipo del grupo. De inmediato se firma contrato de distribución con el ascendente sello Nems Enterprises, encargado de la promoción y venta en Argentina y Brasil –vía exportación- de las reediciones de los dos primeros álbumes con nuevas gráficas en su presentación.
Se realiza el segundo video, esta vez con tomas de estudio en blanco y negro e imágenes fílmicas de la Segunda Guerra Mundial para el tema «Guerra sucia», presentado en exclusivo en Much Music Argentina.
Nuevos conciertos tienen lugar en la capital, mostrando en vivo el material de "Ideología" y cierran otro ciclo, tras el alejamiento del baterista y su pronto reemplazo por Facundo Vega.
Una mini-gira por las ciudades de Córdoba y Río Cuarto confirman el éxito del proyecto. Dos shows junto a los brasileños Angra los días 26 y 27 de septiembre de 1996 en Club X acrecientan las expectativas y se registran sus imágenes para la compaginación de un nuevo videoclip, «Paredes de hierro». 
Nepal es invitado para grabar una canción para el CD recopilación Grítalo fuerte, disco tributo a Kiss, realizado por bandas nacionales, que edita el sello independiente Sleaze Records en octubre de 1996.
Allí se incluye una versión thrash del tema «Love Gun», abriendo el disco de manera impresionante. 
Por otra parte el Fan Club Oficial de Iron Maiden / Argentina y la productora Nems Enterprises se encargan de la organización de un concierto homenaje en Cemento, del cual también el grupo toma participación interpretando personales versiones de «Wrathchild», «Running Free» y «Judas Be My Guide». 
El evento se realiza el 2 de mayo de 1997 y es filmado en exclusiva para ser presentado a los mismos Iron Maiden. Después de doce años de esfuerzos, y como reconocimiento a su ardua labor, la banda integra con su stand y sus trabajos discográficos la muestra "Rock nacional – 30 años", agendando su biografía en el libro histórico que resume el espíritu del rock argentino.

### Manifiesto (1997)

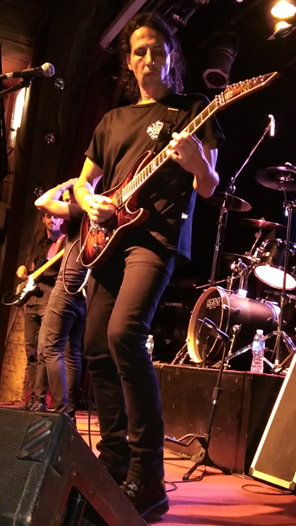
Javier Bagalá, guitarrista de la banda entre 1984 y 2001.

Hacia finales del año 1996, Nepal comienza a preparar los temas que van a formar parte de su tercer álbum titulado Manifiesto. El mismo es grabado y mezclado nuevamente en el estudio El Zoológico, de Bs. As, e incluye grabaciones adicionales en los estudios Somewhere in England de Londres y en Twilight Hall Studio de Krefeld, Alemania. 
El trabajo cuenta con la participación especial de músicos de la jerarquía de André Matos y Kiko Loureiro (Angra), Hansi Kürsch (Blind Guardian), Georgina Biddle y Martin Walkyier (violín y voz respectivamente, de Skyclad), además del teclista invitado Carlos Teso Ruggiero. Del ámbito nacional se encuentra el vocalista Ricardo Iorio (Almafuerte) quien también colabora en el tema Homenaje a V8, «Lanzado al mundo hoy». 
Nems Enterprises edita "Manifiesto", en enero de 1998 y el lanzamiento es simultáneo en Brasil a través del sello Rock Brigade Records, distribuyéndolo en varios países del Viejo Continente. 
Como tema oculto que no se encuentra en los créditos, la banda rescató un viejo tema propio «Crisis total», que sorprende y deleita a los seguidores de los primeros años de la formación. De este material se desprende el sencillo «Ciegos de poder» y una versión de «Children of the Grave» de Black Sabbath.
"Manifiesto" está grabado con el sistema Holophonic's 3D Sound, creado y desarrollado por el ingeniero de sonido argentino Roberto Zuccarelli en 1980, que permite la grabación tridimensional del sonido. Con la tecnología holofónica se logra registrar la posición y distancia de los sonidos, instrumentos, voces y efectos en el entorno espacial de la grabación, siendo esta forma la más precisa y correcta que existe hoy en día para grabar un sonido en forma real y tridimensional.
Esta tecnología ha sido utilizada por artistas de la talla de Pink Floyd, Roger Waters, Vangelis, Steve Vai, Steve Howe y Paul Mc Cartney, entre otros. De esta manera, la banda se convierte en la primera del mundo del heavy metal en utilizarlo. Una campaña publicitaria en los principales medios gáficos (Revistas Epopeya y Madhouse) comenzó desde el lanzamiento del CD, y los comentarios recibidos llenaron de satisfacción al grupo por los resultados obtenidos. En noviembre de 1997, telonean a la banda finlandesa Stratovarius en su primera visita a la Argentina.
Los conciertos de presentación del nuevo trabajo comienzan en enero de 1998, actuando en la Capital, Gran Buenos Aires y agregando nuevos viajes a las ciudades del norte de Córdoba (San Francisco, Freyre y Sastre) y de la provincia de Santa Fe.
En abril, el grupo actúa en Cemento junto a los metaleros góticos portugueses Moonspell, presentándose frente a una audiencia completamente diferente que acepta la enérgica propuesta, hecho que queda registrado en las favorables críticas recibidas, incluso, de parte de medios no tan en conexión con el círculo metálico. 
El 22 de agosto, un nuevo sueño se convierte en realidad cuando tienen el privilegio de participar como banda invitada en el primer show de Blind Guardian en Cemento, como parte de tres shows eléctricos y acústicos que la banda alemana presenta en Argentina presentando Nightfall in Middle Earth en su tramo Sudamericano. 
Este mismo mes, se prepara un evento de gran envergadura a lo largo de dos noches consecutivas, el Metal Rock Festival II, que consigue reunir a las diez agrupaciones más importantes del circuito metálico argentino. Una vez más se logra cumplir con todas las expectativas, exigiéndose siempre al máximo en cada show, destacándose la performance de la banda que queda registrada en el tema «Besando la tierra», incluido en el CD en vivo "MRF II", editado por Nems. Con este concierto y el disco, los músicos ceden todas sus regalías de los temas interpretados, a beneficio de los enfermos de sida del Hospital Muñiz de Buenos Aires.
Este festival, se extendió a algunas ciudades del interior, siendo partícipe el grupo solo de la presentación en Alta Gracia, en la provincia de Córdoba en septiembre de 1998.
Al mismo tiempo la productora Rock & Pop Internacional, convoca a Nepal para formar parte del último show de Megadeth el 4 de octubre en el Estadio Parque Sarmiento, con su gira "Cryptic Writings Tour '97-'98", consiguiendo Nepal posicionarse como una de las bandas más reconocidas en cuanto a trayectoria y calidad musical según las preferencias de los comentarios recibidos en los medios especializados de estos últimos conciertos, críticas de CDs y las entrevistas obtenidas.
El año se cierra el 30 de octubre de 1998, una vez más en la discoteca Cemento, al realizar la presentación oficial de "Manifiesto", celebrando los catorce años de trabajo y resistencia, trabajando en forma ininterrumpida tras un objetivo serio y profesional: expresar vivencias, pensamientos e ideas musicales a través del sonido del heavy metal.

### Reestructuración
Un año nuevo comienza, y en enero de 1999 hay una reestructuración en la alineación, alejándose el baterista que participó del CD para encarar otro proyecto de música progresiva. Tras una paciente selección se incorpora Marcelo Ponce, quien ya había trabajado en otras bandas del circuito local y que inyecta una nueva dosis de adrenalina y energía a las composiciones de "Manifiesto" y al viejo material. Su debut oficial se concreta en Cemento al actuar en marzo con Almafuerte, agrupación liderada por Ricardo Iorio y Claudio "Tano" Marciello que presenta su CD Almafuerte, en una gira entre 1998 y 1999.
Este evento se repite dos meses más tarde, esta vez en el mítico escenario del Estadio Obras Sanitarias ante más de 5.000 personas, el 1 de mayo de 1999. 
Hacia finales de mayo, Nepal vuelve a presentarse frente a su público una vez más en Cemento y en Casa Socialista en la ciudad de La Plata en julio, ahora adelantando dos composiciones nuevas: «Genosiglio» y «Sobre el filo», material que la banda ya tenía listo, encontrándose en pleno proceso de preproducción de lo que sería su cuarto trabajo discográfico pero que nunca llegaría a publicarse.
No obstante «Sobre el filo» fue grabada por Larry Zavala con su propio proyecto solista, el cual encaró luego de que, en 2001, Nepal se separara de forma definitiva, haciendo lo propio el bajista Beto Vazquez con su Beto Vazquez Infinity.

## Reunión en 2011
Luego de una década de que la banda se separara, decidieron hacer una reunión en forma de tributo.
De la mano del vocalista Larry Zavala comenzaron una serie de conciertos con la cual visitan los puntos más importantes del país. Sin embargo, no toda la formación original se reunió para este tributo, aunque cuenta con destacados músicos de la escena nacional como son, Eddie Walker (Horcas, Razones Conscientes, Lethal), Martín Paz (grupo de Larry Zavala) y Walter Collazo (Traidor, grupo de Larry Zavala).

### Formación oficial 2011
- Claudio "Larry" Zavala - Voces.
- Eddie Walker - Bajo.
- Martín Paz - Guitarra.
- Walter Collazo - Batería

## Regreso de la banda
La banda retoma conversaciones entre  los últimos miembros originales, y deciden retomar el proyecto Nepal con la siguiente formación (año 2023), donde se encuentran tres de los integrantes históricos, y suman a un nuevo baterista:

### Formación 2023
- Claudio "Larry" Zavala - Voces.
- Oscar Alberto "Beto" Vazquez - Bajo.
- Javier Bagalá - Guitarra.
- Adrián Espósito - Batería

### Festejo de los 30 años del álbum "Raza de traidores"
El 30 de septiembre de 2023 se realizó un recital de festejo de los 30 años del disco "Raza de traidores" en el Teatro Flores, con la banda invitada Meyers.

## Discografía

### Álbumes de estudio
- Raza de traidores (1993)
- Ideología (1995)
- Manifiesto (1997)

### Colaboraciones
- Metal Rock Festival II (1998)
- Navidad Metálica (1999)

### Versiones
- "Love Gun", de Kiss.
- "Children of the Grave", de Black Sabbath.
- "Lanzado al mundo hoy", de V8.
- "Muy cansado estoy", de V8.
- "For Whom The Bell Tolls", de Metallica
- "Dead Embryonic Cells", de Sepultura
- "Mr Crowley", de Ozzy Osbourne
- "Sepulcro civil", de Hermética
- "Policia", de Titãs